# The Golden Web
The Golden Web (Brasil: O Prestígio do Ouro ) é um filme policial norte-americano de 1926, dirigido por Walter Lang e estrelado por Boris Karloff. É um filme perdido.

## Elenco

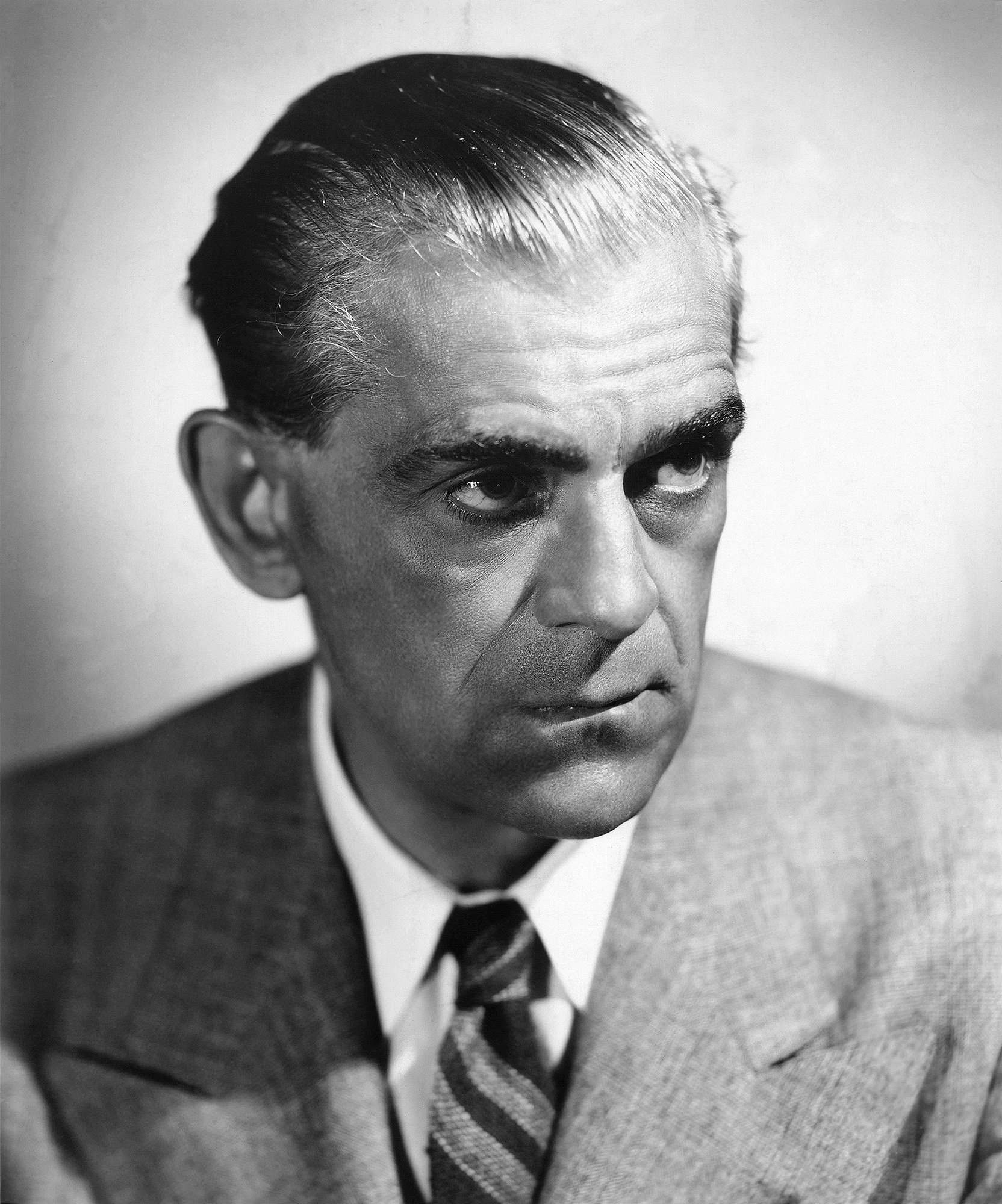
Boris Karloff

- Lillian Rich - Ruth Rowan
- Huntley Gordon - Roland Deane
- Jay Hunt - John Rowan
- Lawford Davidson - George Sisk
- Boris Karloff - Dave Sinclair
- Nora Hayden - Miss Philbury
- Syd Crossley
- Joe Moore